# Ezatollah Sahabi
Ezatollah Sahabi (Teheran, 5 mei 1930 – aldaar, 31 mei 2011) was een Iraans activist, humanist en politicus. Zijn vader, Yadollah Sahabi, speelde een belangrijke rol tijdens de Iraanse Revolutie in 1979.
Sahabi werd aangewezen tot lid van de Raad voor de Islamitische Revolutie op 12 februari 1979. In 1980 volgde hierop zijn verkiezing als lid van de Majlis van Iran, het wetgevende orgaan in Iran. Hij was vooral bekend als leider van de Nationalistisch-Religieuze beweging.
Op 1 mei 2011 geraakte Sahabi in een coma. Op 31 mei overleed hij aan de gevolgen hiervan op 81-jarige leeftijd.
- Gemeinsame Normdatei: 1236274334
- International Standard Name Identifier: 0000 0003 5627 8514
- Library of Congress Control Number: n2001915198
- Système universitaire de documentation: 118808621
- Virtual International Authority File: 182599099